# Lijst van spelers van Jong PSV
Dit is een lijst van voetballers die minimaal één officiële wedstrijd hebben gespeeld in het elftal van Jong PSV, het tweede elftal van de Nederlandse voetbalclub PSV. Alleen spelers die een officiële wedstrijd voor Jong PSV hebben gespeeld, sinds de toetreding tot de voetbalpiramide in 2013, zijn opgenomen in deze lijst.

## A
- Tai Abed
- Dirk Abels
- Zakaria Aboukhlal
- Suently Alberto
- Geraldo António
- Jeremy Antonisse
- Santiago Arias
- D'Leanu Arts

## B
- Isaac Babadi
- Yunus Bahadır
- Manuel Bahaty
- Esmir Bajraktarević
- Johan Bakayoko
- Zakaria Bakkali
- Karim Bannani
- Emir Bars
- Essien Bassey
- Jordy Bawuah
- Armel Bella-Kotchap
- Rubén Bentancourt
- Martijn Berden
- Joël van den Berg
- Steven Bergwijn
- Jesse Bertrams
- Nigel Bertrams
- Beto da Silva
- Emmanuel van de Blaak
- Sven Blummel
- Aleksandar Boljević
- Floris Bos
- Ilyas Bougafer
- Sami Bouhoudane
- Jarrad Branthwaite
- Joshua Brenet
- Michael Bresser
- Damian van Bruggen

## C
- Jurich Carolina
- Amar Ćatić
- Boris Cmiljanić
- Simon Colyn
- Livano Comenencia

## D
- Muhlis Dağaşan
- Matteo Dams
- Lennerd Daneels
- Djenairo Daniels
- Tijn Daverveld
- Maxime Delanghe
- Thomas Deng
- Dennis Dengering
- Timothy Derijck
- Kyan van Dorp
- Mohammed Amin Doudah
- Couhaib Driouech
- Joël Drommel
- Laros Duarte
- Jason van Duiven
- Robin van Duiven

## E
- CJ Egan-Riley
- Reda El Meliani

## F
- Luis Felipe
- Leandro Fernandes
- Fodé Fofana
- Marlon Frey

## G
- Cody Gakpo
- Enzo Geerts
- Yaël Gil y Muiños
- Dantaye Gilbert
- Claudio Gomes
- Chris Gloster
- Samuel Gomez van Hoogen
- Jamal Gonzaga
- Bob Groenendijk
- Arnaut Groeneveld
- Albert Guðmundsson
- Jaden de Guzmán

## H
- Justin de Haas
- Jaëll Hattu
- Sander Heesakkers
- Jorrit Hendrix
- Oscar Hiljemark
- Hjörtur Hermannsson
- Tim van den Heuvel
- Ki-Jana Hoever
- Thomas Horsten
- Olivér Horváth
- Iggy Houben

## I
- Mohammed Ihattaren
- Nicolas Isimat-Mirin

## J
- Alexander Jakobsen
- Koen Jansen
- Mylian Jiménez
- Siem de Jong
- Mathias Jørgensen
- Florian Jozefzoon
- Hidde Jurjus

## K
- Burak Kardeş
- Gökhan Kardes
- Mathias Kjølø
- Menno Koch
- Jim Koller
- Joey Konings
- Luuk Koopmans
- Mees Kreekels
- Kristófer Kristinsson
- Wessel Kuhn
- Gregory Kuisch
- Bertalan Kun
- Julian Kwaaitaal

## L
- Sam Lammers
- Tygo Land
- Aron van Lare
- Toni Lato
- Nikolai Laursen
- Robin Lauwers
- Richard Ledezma
- Clint Leemans
- Benjamin van Leer
- Fedde Leysen
- Maxime Lestienne
- Jürgen Locadia
- Justin Lonwijk
- Augustine Loof
- Andrija Luković
- Ramon Pascal Lundqvist

## M
- Noni Madueke
- Adam Maher
- Donyell Malen
- Stanislav Manolev
- Rivas Manuhutu
- Nathan Markelo
- François Marquet
- Tim Matavž
- Naïm Matoug
- Emmanuel Matuta
- Mauro Júnior
- Andrew Mendonça
- Fabian Merién
- Mike van de Meulenhof
- Madi Monamay
- Dani van der Moot
- Boet Mulders
- Vincent Müller

## N
- Adamo Nagalo
- Luciano Narsingh
- Mohamed Nassoh
- Joel Ndala
- Cyril Ngonge
- Farshad Noor

## O
- Armando Obispo
- Peter van Ooijen
- Koen Oostenbrink
- Fredrik Oppegård
- Elvio van Overbeek
- Yanick van Osch
- Tufan Özbozkurt

## P
- Kenneth Paal
- Remko Pasveer
- Zeus de la Paz
- Kjell Peersman
- Maarten Peijnenburg
- Ricardo Pepi
- Arthur Piedfort
- Joël Piroe
- Sven van der Plas
- Simon Poulsen
- August Priske Flyger

## Q
- Erik Quekel

## R
- Yiandro Raap
- Bart Ramselaar
- Mohamed Rayhi
- Raf van de Riet
- Dante Rigo
- Marcel Ritzmaier
- Maximiliano Romero
- Olivier Rommens
- Philippe Rommens
- Eloy Room
- Pablo Rosario
- Youri Roulaux
- Bram Rovers
- Andjelo Rudović
- Robbin Ruiter

## S
- Michal Sadílek
- Ismael Saibari
- Shurandy Sambo
- Moussa Sanoh
- Sávio
- Gianluca Scamacca
- Stijn Schaars
- Alex Schalk
- Niek Schiks
- Robin Schoonbrood
- Rik Schouw
- Dante Sealy
- Jenson Seelt
- Sekou Sidibe
- Jevon Simons
- Tijn Smolenaars
- Wouter Soomer
- Maxime Soulas
- Mark Spenkelink
- Roy Steur

## T
- Abel Tamata
- Jordan Teze
- Steven Theunissen
- Ayodele Thomas
- Nigel Thomas
- Mathijs Tielemans
- Malik Tillman
- Damian Timan
- Cheick Touré
- Renzo Tytens
- Przemysław Tytoń

## U
- Jesper Uneken
- Lars Unnerstall

## V
- Nicolas Verkooijen
- Matthias Verreth
- Yorbe Vertessen
- Bram van Vlerken
- Rai Vloet
- Dennis Vos

## W
- Eus Waayers
- Baggio Wallenburg
- Georginio Wijnaldum
- Jordy de Wijs
- Jetro Willems
- Danny Wintjens

## Y
- Marcus Younis

## Z
- Rico Zeegers
- Onesime Zimuangana
- Oleksandr Zintsjenko
- Jeroen Zoet